# Discorsopagurus
Discorsopagurus is een geslacht van kreeftachtigen uit de klasse van de Malacostraca (hogere kreeftachtigen).

## Soorten
- Discorsopagurus cavicola Komai & Takeda, 1996
- Discorsopagurus maclaughlinae Komai, 1995
- Discorsopagurus schmitti (Stevens, 1925)
- Discorsopagurus tubicola Komai, 2003